# Primera División (Argentinien) 1943
Die Primera División 1943 war die 13. Spielzeit der argentinischen Fußball-Liga Primera División. Begonnen hatte die Saison am 18. April 1943. Der letzte Spieltag war der 4. Dezember 1943. Als Aufsteiger kam CA Rosario Central aus der Primera B Nacional dazu. Die Boca Juniors beendeten die Saison als Meister wurden damit Nachfolger von River Plate. In die Primera B Nacional musste Gimnasia y Esgrima La Plata absteigen.

## Abschlusstabelle
| Pl. | Verein                    | Sp. | S  | U  | N  | Tore    | Diff. | Punkte |
| --- | ------------------------- | --- | -- | -- | -- | ------- | ----- | ------ |
| 1.  | Boca Juniors              | 30  | 18 | 9  | 3  | 079:420 | +37   | 45     |
| 2.  | River Plate (M)           | 30  | 19 | 6  | 5  | 074:380 | +36   | 44     |
| 3.  | CA San Lorenzo de Almagro | 30  | 14 | 7  | 9  | 072:530 | +19   | 35     |
| 4.  | CA Huracán                | 30  | 13 | 5  | 12 | 052:510 | +1    | 31     |
| 5.  | Estudiantes de La Plata   | 30  | 12 | 7  | 11 | 053:530 | ±0    | 31     |
| 6.  | CA Independiente          | 30  | 12 | 6  | 12 | 061:500 | +11   | 30     |
| 7.  | CA Platense               | 30  | 12 | 6  | 12 | 052:520 | ±0    | 30     |
| 8.  | Racing Club               | 30  | 11 | 8  | 11 | 054:580 | −4    | 30     |
| 9.  | CA Rosario Central (N)    | 30  | 11 | 7  | 12 | 053:540 | −1    | 29     |
| 10. | CA Lanús                  | 30  | 10 | 8  | 12 | 059:580 | +1    | 28     |
| 11. | Club Atlético Atlanta     | 30  | 10 | 7  | 13 | 057:700 | −13   | 27     |
| 12. | CA Newell’s Old Boys      | 30  | 8  | 10 | 12 | 044:540 | −10   | 26     |
| 13. | Chacarita Juniors         | 30  | 8  | 10 | 12 | 042:590 | −17   | 26     |
| 14. | CA Banfield               | 30  | 9  | 7  | 14 | 050:680 | −18   | 25     |
| 15. | Ferro Carril Oeste        | 30  | 8  | 7  | 15 | 041:600 | −19   | 23     |
| 16. | Gimnasia y Esgrima LP     | 30  | 7  | 6  | 17 | 054:770 | −23   | 20     |

| (M) | Vorjahres-Meister                                    |
| (N) | Vorjahres-Aufsteiger aus der Primera B Nacional 1942 |

## Meistermannschaft
| Boca Juniors | |
|              | Marcial Barrios, Mario Boyé, Pío Corcuera, Juan Estrada, Bernardo Gandulla, Luis Laidlaw, Ernesto Lazzatti, José Marante, Natalio Pescia, Mariano Sánchez, Jaime Sarlanga, Carlos Adolfo Sosa, Héctor Vacarezza, Claudio Vacca, Víctor Valussi, Severino Varela, Alfrédo Zárraga Trainer: Alfredo Garassini |

## Torschützenliste
| Pl. | Nat.        | Spieler         | Verein       | Tore |
| --- | ----------- | --------------- | ------------ | ---- |
| 1   | Argentinien | Luis Arrieta    | CA Lanús     | 23   |
| 1   | Argentinien | Raúl Frutos     | CA Platense  | 23   |
| 1   | Argentinien | Ángel Labruna   | River Plate  | 23   |
| 4   | Argentinien | Jaime Sarlanga  | Boca Juniors | 21   |
| 5   | Uruguay     | Severino Varela | Boca Juniors | 20   |